# Parasole
Parasole – pierwszy singel Natalii Szroeder zapowiadający jej drugi album, wydany 23 marca 2018. 
Utwór znalazł się na 42. miejscu listy AirPlay, najczęściej odtwarzanych utworów w polskich rozgłośniach radiowych i uzyskał status platynowej płyty.

## Lista utworów
- Digital download

1. „Parasole” – 3:29[3]

## Teledysk
Oficjalny teledysk do utworu miał premierę 23 marca 2018 roku.

## Notowania

### Pozycje na listach airplay
| Kraj   | Lista (2018)      | Najwyższa pozycja |
| ------ | ----------------- | ----------------- |
| Polska | AirPlay – Top     | 42                |
| Polska | AirPlay – Nowości | 3                 |